# محمد سالم
محمد سالم (عربی: محمد خضر سالم؛ زادهٔ ۵ اکتبر ۱۹۹۵) بازیکن فوتبال اهل لبنان است.
وی همچنین در تیم‌های ملی فوتبال زیر ۲۳ سال لبنان و لبنان بازی کرده‌است.